# Старая Руза (деревня)
Ста́рая Ру́за — деревня в Рузском районе Московской области, входящая в состав сельского поселения Старорузское. Население — 1500 жителей на 2006 год, в деревне числятся 14 улиц и три садовых товарищества. До 2006 года Старая Руза входила в состав Старорузского сельского округа.
Считается, что древнерусский город на месте нынешней деревни существовал в X — XIII веках, разорённый во время монголо-татарского нашествия более не возобновлялся.
Старая Руза расположена в центре района, примерно в 8 км к юго-востоку от города Рузы, на высоком холме на левом берегу реки Москвы, у устья речки Вертошинки, высота центра деревни над уровнем моря 185 м. Ближайшие населённые пункты — посёлок Старая Руза на противоположном берегу реки, деревни Глухово — в 700 м на север и Писарёво в 1,3 км западнее. Через деревню проходит автодорога А108 Московское большое кольцо.

## Население
| 2002 | 2006  | 2010 |
| ---- | ----- | ---- |
| 1588 | ↘1500 | ↘403 |